# Свердловина газопроявна
Свердловина газопроявна (рос. скважина газопроявляющая; англ. gas showing well; нім. Gasauftrittsonde f) — нафтова свердловина, яка обладнана свердловинним насосом і відрізняється від звичайної свердловини тим, що періодично фонтанує через насос, при цьому коефіцієнт наповнення насоса може бути більшим одиниці. Штанговим свердловинним насосом можна відбирати задану кількість рідини за наявності на вході газового сепаратора (якоря) або після значного занурення насоса під рівень рідини, при цьому коефіцієнт наповнення може бути близьким до розрахункового або пониженим.